# 코다 브릿지
코다 브릿지는 대한민국의 보컬 듀오이다. 2016년 싱글 앨범 [Lovely Day]로 데뷔했다.

## 방송
- 언더커버 (2025) - Top36

## 공연
- 월간 싱어송라이터 (2017)
- G.WEST MUSIC FESTIVAL - 부천 (2022)